# Хурма мушмуловидная
Хурма́ мушмулови́дная (лат. Diospyros mespiliformis) — дерево семейства Эбеновые (Ebenaceae), вид рода Хурма, произрастающее в африканской саванне, южнее Сахары.

## Биологическое описание
|                           |
| Плоды Хурмы мушмуловидной |

Листопадное дерево с серой корой, достигающее в среднем 4—6 м в высоту. Отдельные экземпляры вырастают до 25 м. Листья тёмно-зелёные эллиптические. Цветки кремовые, появляются на дереве в сезон дождей. Плоды зарождаются на женских деревьях, овальной формы, диаметром 20—30 мм. Цвет плодов желтоватый, но при полном созревании они приобретают пурпурный оттенок.

## Использование
Плоды дерева — традиционная пища африканцев, имеющая также широкие перспективы. Они употребляются в пищу как в свежем, так и в сушёном виде. В некоторых районах Африки существует традиция сбраживать их в вино.
Листья, кора и корни дерева содержат танин и применяются при поносе и для остановки кровотечений. Корни обладают также противопаразитарными свойствами.
Древесина известна как «занзибарское чёрное дерево», прочная и почти не повреждается термитами. Она используется как строительный материал и для изготовления мебели. Из стволов деревьев африканцы делают каноэ.